# 돈 프랭크스

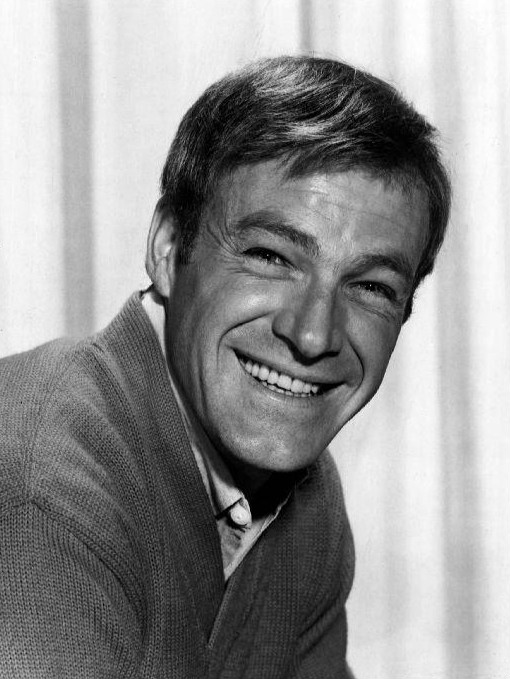

돈 프랭크스(Don Francks, 1932년 2월 28일 ~ 2016년 4월 3일)는 캐나다의 배우, 성우, 가수이다.
밴쿠버에서 태어났으며 토론토에서 사망하였다. 사인은 폐암이다.

## 출연 작품
- 아임 낫 데어 (2007년)
- 라이 위드 미 (2005년) - 조슈아 역
- 스트리트 타임 (2002년)
- 시즌 오브 러브 (1999년)
- 미니언 (1998년)
- 실버 서퍼 (1998년)
- 잃어버린 세계를 찾아서 (1996년)
- 암흑의 질주 (1996년)
- 꼬마 스파이 해리 (1996년)
- 핑크빛 살인 (1995, A Vow to Kill)
- 퍼스트 디그리 (1995년)
- 코드명 J (1995년) - 후키 역
- 페인트 캔스 (1994년)
- 마돈나의 연인 (1994년)
- 위기의 결합 (1993년)
- 생사 게임 (1997, A Prayer in the Dark)
- 은반 위의 요정 (1990년)
- 크리스마스 와이프 (1988년)
- 캡틴 파워 (1987년)
- 빅 타운 (1987년)
- 최후의 선택 (1985년)
- 락 앤 룰 (1983년)
- 씨잉 씽스 (1981년)
- 헤비 메탈 (1981년)
- 피의 발렌타인 (1981년)
- 리엘 (1979년)
- 패스트 컴퍼니 (1979년)
- 스타워즈 홀리데이 스페셜 (1978년)
- 맥케이브와 밀러 부인 (1971년)
- 피니안의 무지개 (1968년)
- 벤 케이시 (1961년)

### 텔레비전
- 제5전선 (1968-69)
- 형사 가제트 (1983) - 목소리
- Avonlea (1991-95)
- 니키타 (1997-2001)
- 갱랜드 언더커버 (2015)